# Chiesa di Joutseno
La chiesa di Joutseno (in finlandese Joutsenon kirkko) è il principale luogo di culto di Joutseno, cittadina della regione finlandese della Carelia Meridionale, oggi parte del territorio comunale di Lappeenranta. 

## Storia
L'edificio è stato progettato dall'architetto finlandese Josef Stenbäck e inaugurato nel 1921. La chiesa precedente, in legno, fu distrutta durante la guerra civile finlandese del 1918, nel corso degli scontri tra le forze bianche e rosse. La prima chiesa fu costruita intorno al 1640 per essere infine demolita nel 1758, a causa delle cattive condizioni in cui versava l'edificio. La chiesa di Joutseno era originariamente conosciuta come Chiesa di Giovanni.

## Descrizione
L'edificio, in calcestruzzo, fu costruito seguendo i canoni dello stile romantico nazionale. L'organo, a 26 toni, fu realizzato dalla rinomata fabbrica di organi di Kangasala. L'attuale chiesa, che conta 600 posti a sedere, è stata oggetto, nel 1965, di una radicale ristrutturazione degli ambienti interni. Ulteriori lavori sono stati eseguiti, infine, nel 1996. La pala d'altare, in mosaico, è stata realizzata da Bruno Tuukkanen e raffigura Cristo che riceve i peccatori.